# Burg Liebenstein
Burg Liebenstein är en borgruin i Kamp-Bornhofen i det tyska förbundslandet Rheinland-Pfalz. Den uppfördes omkring år 1284. Burg Liebenstein är sedan 2002 upptagen på Unescos världsarvslista.